# Didivșciîna, Kroleveț
Didivșciîna (în ucraineană Дідівщина) este un sat în comuna Hrecikîne din raionul Kroleveț, regiunea Sumî, Ucraina.

## Demografie
Componența lingvistică a localității Didivșciîna
     Ucraineană (97,39%)
     Rusă (2,61%)
Conform recensământului din 2001, majoritatea populației localității Didivșciîna era vorbitoare de ucraineană (97,39%), existând în minoritate și vorbitori de rusă (2,61%).